# Szlahó Csaba
Szlahó Csaba (Budapest, 1969. december 11. –) magyar középiskolai tanár, diplomata, politikus, milliárdos üzletember, Vecsés város polgármestere 2006 óta. A Fidesz egykori tagja, valamint a Pest Megyei Labdarúgó Szövetség társadalmi elnökeként is tevékenykedik.

## Életrajza
Pedagóguscsaládban született. Édesapja, Szlahó József történelem-testnevelés szakos tanár, Vecsés labdarúgója, majd alpolgármestere volt. Édesanyja, Polczer Margit, tanárként, később igazgatóhelyettesként dolgozott a Petőfi téri Általános Iskolában.
Általános iskoláit Vecsésen, középiskolai tanulmányait Budapesten, a Leövey Klára Kéttannyelvű Gimnázium német tagozatán végezte. Történelem szakon szerzett diplomát a Miskolci Egyetemen (1997), majd nemzetközi kapcsolatok szakon végzett a Budapesti Gazdasági Főiskolán (2002).

## Közéleti pályafutása
1997-től tanárként dolgozott a vecsési Petőfi Sándor Általános Iskola és Gimnáziumban. Egy évvel később önkormányzati képviselővé választották, ahol több cikluson át vezette az Oktatási, Művelődési és Sportbizottságot. 2006-ban lett polgármester, ezt a tisztséget azóta is betölti.

## Üzleti tevékenység
A közéleti karrier mellett az üzleti világban is jelentős sikereket ért el. Számos ipari és ingatlanfejlesztési projektben vállalt szerepet, melyek révén jelentős vagyont halmozott fel. Magyarország leggazdagabb politikusai közé tartozik, vagyonát milliárdos nagyságrendűre becsülik.

## Magánélete
Felesége Fazekas Ágnes, házasságukból két lánygyermek született, Anna és Gréta (2009). Szabadidejében szívesen teniszezik és futballozik.